# Osterau (Bramau)
Die Osterau ist ein Quellfluss der Bramau im Kreis Segeberg in Schleswig-Holstein.
Die Osterau entsteht durch den Zusammenfluss von Radesforder Au und Rothenmühlenau in Heidmühlen im Segeberger Forst. Die Osterau hat eine Länge von 26,2 km. Der Höhenunterschied beträgt 14 m. Die Osterau gehört zu den wenigen in ihrem gesamten Verlauf nicht begradigten Auen. Darüber hinaus zählt sie zu den zehn schützenswertesten Gewässern in Deutschland. In Bad Bramstedt bildet sie zusammen mit der Hudau die Bramau.
Die Osterau ist überregional bekannt durch den an ihr gelegenen Wildpark Eekholt.

## Bilder

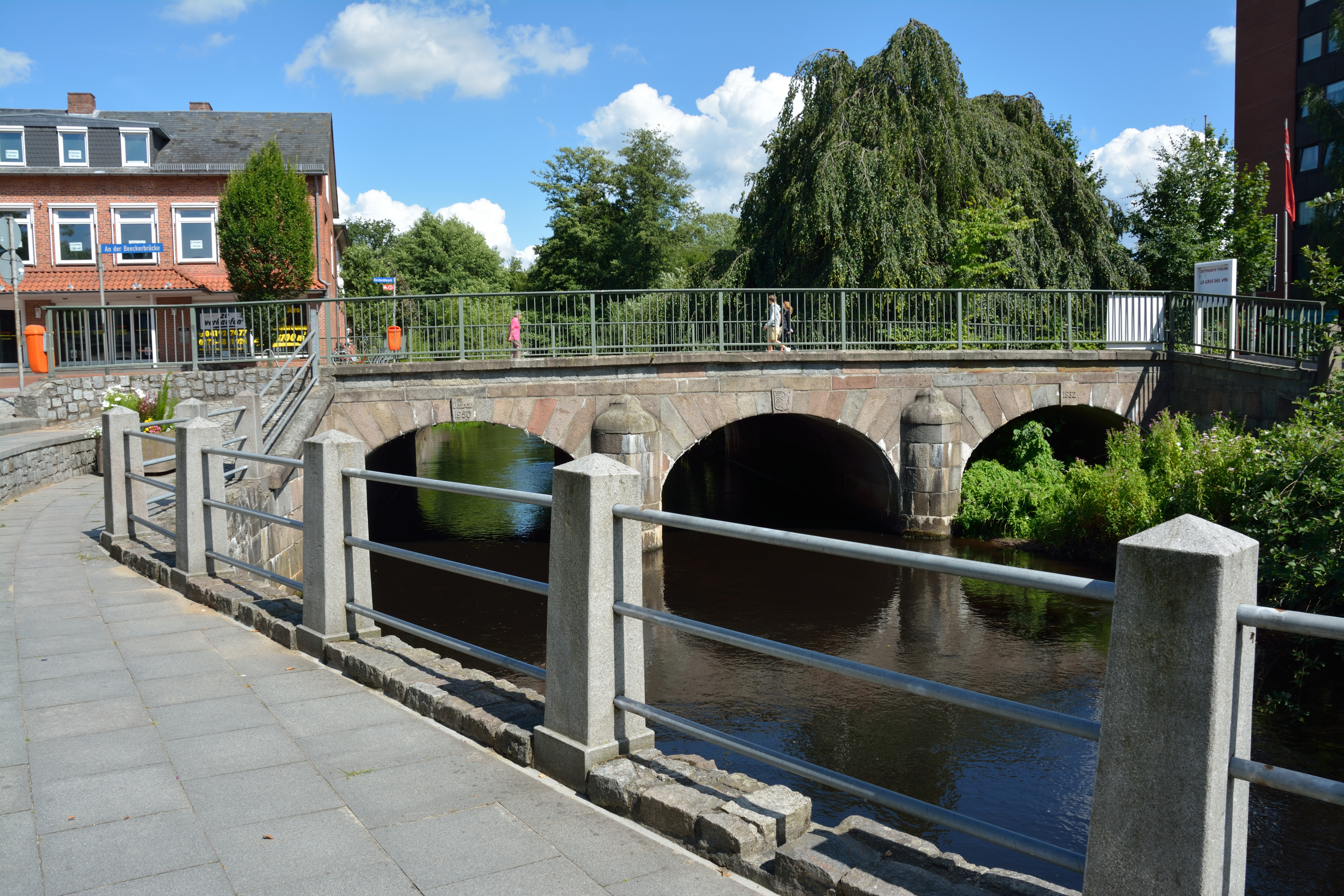
Die Beeckerbrücke über die Osterau in Bad Bramstedt
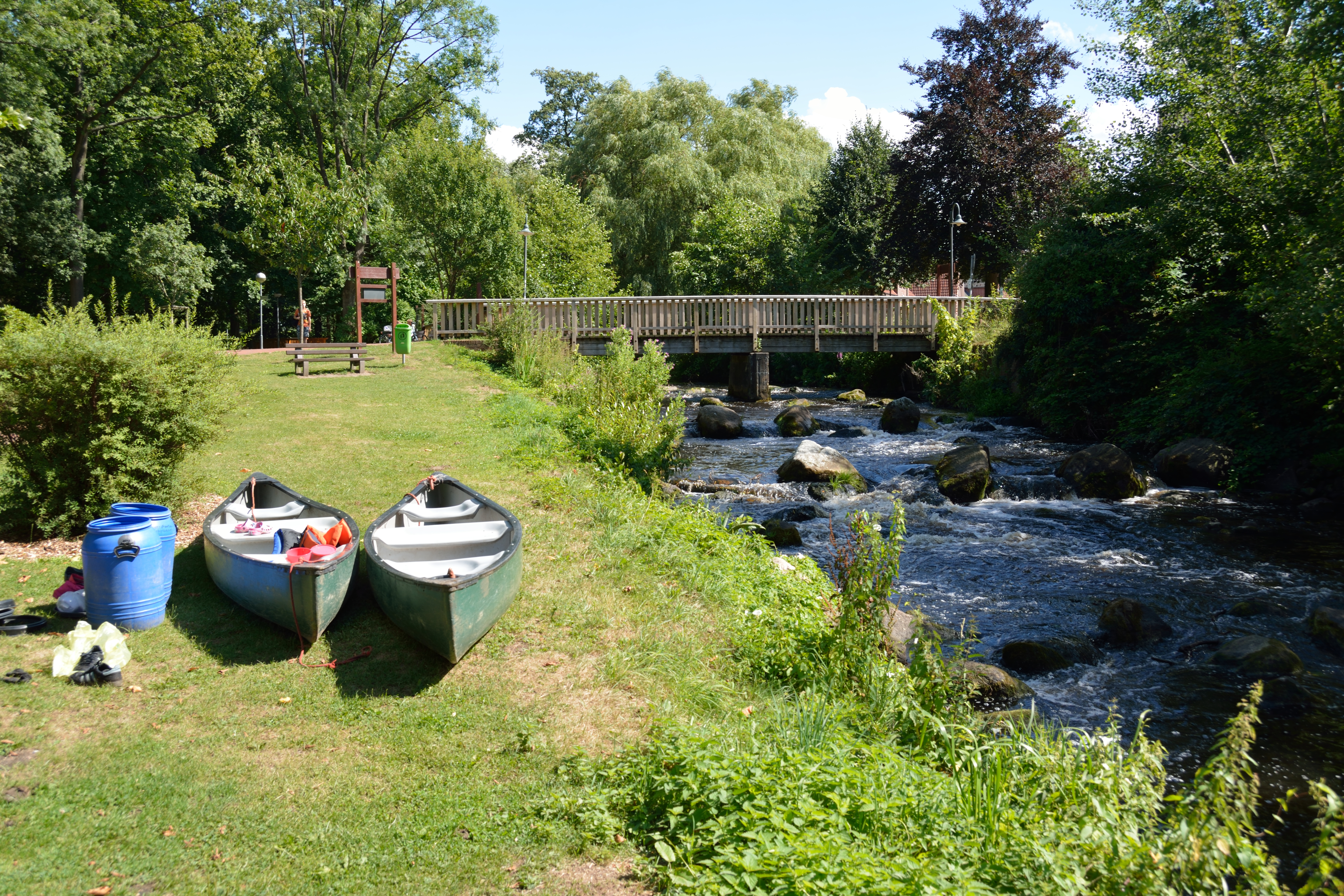
Die Sohlgleite in Bad Bramstedt ersetzt ein 80 cm hohes Wehr, das die ehemalige Mühle antrieb – Daneben eine Anlegestelle für Kanuten (Holsteiner Auenland)